# Alicja Patey-Grabowska
Alicja Patey-Grabowska-Steffen (* 1937 in Warschau) ist eine polnische Lyrikerin, Kinderbuchautorin, Übersetzerin und Literaturkritikerin. 
Die ausgebildete Philologin debütierte 1961 als Lyrikerin und veröffentlichte seitdem die Gedichtbände Z Kręgu, Adam - Ewa, Drzewo od wewnątrz, Rana ziemi, Oto ja - kobieta, Zwierzę czasu und Opowiedz miłość. Sie gab zwei Anthologien polnischer Lyrik heraus: Ja i Ty und W imię miłości (Gedichte aus dem 18. Jahrhundert). Mit Stefan Melak veröffentlichte sie Gedichte über das Massaker von Katyn unter dem Titel Krzyk o świcie. Unter dem Titel Mur erschienen 1995 zwei Theaterstücke von ihr. Weiterhin verfasste Patey-Grabowska neun Kinderbücher. 1998 wurde sie mit dem Lyrikförderpreis des polnischen Kultusministeriums ausgezeichnet.

## Weblink
- Alicja Patey-Grabowska beim Verein Polnischer Schriftsteller